# 卡梅什扎里亞

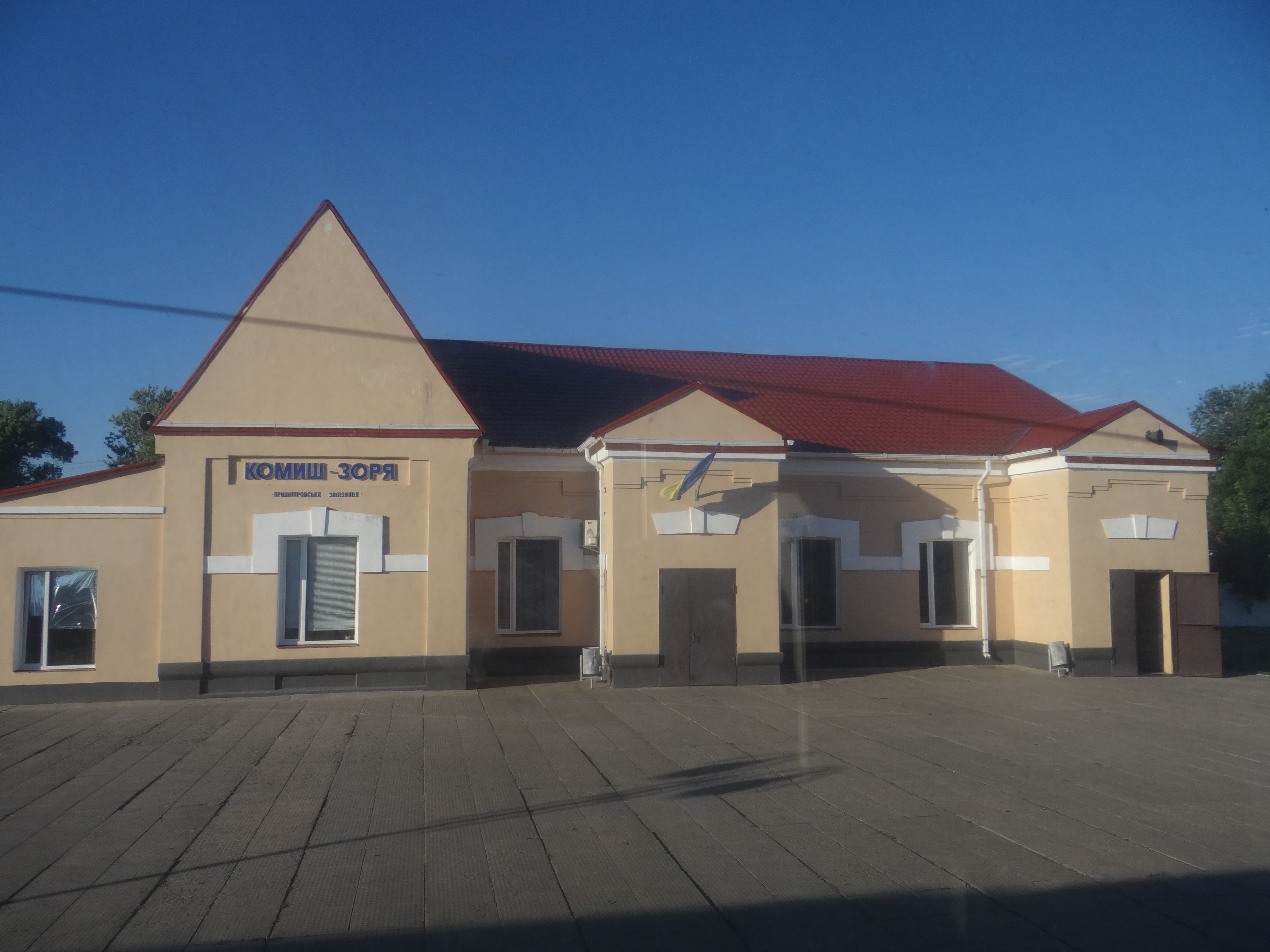

卡梅什扎里亞是烏克蘭東南部扎波羅熱州波洛希區卡梅什扎里亚市镇里的市級鎮及其行政中心。始建於1905年，面積2.4平方公里，海拔高度238米，2011年人口2,332，人口密度每平方公里971.7人。